# Copa COSAFA Femenina 2020
La Copa COSAFA Femenina 2020 fue la octava edición del Campeonato Femenino COSAFA. Se disputó entre el 3 y 14 de noviembre en el Municipio Metropolitano de Nelson Mandela Bay, Sudáfrica.

## Participantes
Nueve de los catorce miembros de la COSAFA participaron en el torneo. Tanzania de la región de CECAFA ingresó como invitado. Suazilandia y Lesoto ingresaron tarde debido a la incertidumbre debido a la pandemia de COVID-19. El sorteo se llevó a cabo el 22 de octubre de 2020.
- Angola
- Botsuana
- Comoras
- Suazilandia
- Lesoto
- Malaui
- Sudáfrica
- Tanzania (anfitrión)
- Zambia
- Zimbabue

## Fase de grupos

### Grupo A
| Equipo      | PJ | PG | PE | PP | GF | GC | Dif. | Pts. |
| ----------- | -- | -- | -- | -- | -- | -- | ---- | ---- |
| Sudáfrica   | 3  | 3  | 0  | 0  | 14 | 0  | +14  | 9    |
| Angola      | 3  | 1  | 1  | 1  | 5  | 6  | -1   | 4    |
| Suazilandia | 3  | 1  | 0  | 2  | 7  | 11 | -4   | 3    |
| Comoras     | 3  | 0  | 1  | 2  | 3  | 12 | -9   | 1    |

| 3 de noviembre de 2020 | Suazilandia                                               | 4:2 (0:1) | Comoras                        | Estadio Wolfson, Port Elizabeth, Sudáfrica |               |
|                        | - Dlamini 65', 90+1' - Mgcamphalala 75' - Nonjabuliso 87' | Reporte   | - 15' Hairyat - 53' Hadhiroimi | Árbitra: [[]]                              | Árbitra: [[]] |

| 3 de noviembre de 2020 | Sudáfrica                    | 2:0 (1:0) | Angola | Estadio Wolfson, Port Elizabeth, Sudáfrica |               |
|                        | - Mhlongo 40' - Dhlamini 61' | Reporte   |        | Árbitra: [[]]                              | Árbitra: [[]] |

| 6 de noviembre de 2020 | Comoras         | 1:1 (0:0) | Angola      | Estadio Wolfson, Port Elizabeth, Sudáfrica |               |
|                        | - Haoudadji 83' | Reporte   | - 66' Makua | Árbitra: [[]]                              | Árbitra: [[]] |

| 6 de noviembre de 2020 | Suazilandia | 0:5 (0:3) | Sudáfrica                                            | Estadio Wolfson, Port Elizabeth, Sudáfrica |               |
|                        |             | Reporte   | - 3', 60' Mthandi - 37' Holweni - 47', 90+4' Salgado | Árbitra: [[]]                              | Árbitra: [[]] |

| 9 de noviembre de 2020 | Angola                                          | 4:3 (2:3) | Suazilandia                                      | Estadio Gelvandale, Port Elizabeth, Sudáfrica |               |
|                        | - Augusto 25' - Afonso 45+4' - Makua 57', 90+3' | Reporte   | - 4', 37' Mgcamphalala - 31' Thandazile nkambule | Árbitra: [[]]                                 | Árbitra: [[]] |

| 9 de noviembre de 2020 | Sudáfrica                                                    | 7:0 (3:0) | Comoras | Estadio Wolfson, Port Elizabeth, Sudáfrica |               |
|                        | - Holweni 8', 31', 9', 88', 90+2' - Magaia 42' - Mthandi 51' | Reporte   |         | Árbitra: [[]]                              | Árbitra: [[]] |

### Grupo B
| Equipo | PJ | PG | PE | PP | GF | GC | Dif. | Pts. |
| ------ | -- | -- | -- | -- | -- | -- | ---- | ---- |
| Malaui | 2  | 2  | 0  | 0  | 10 | 0  | +10  | 6    |
| Zambia | 2  | 1  | 0  | 1  | 8  | 1  | +7   | 3    |
| Lesoto | 2  | 0  | 0  | 2  | 0  | 17 | -17  | 0    |

| 4 de noviembre de 2020 | Zambia                                                                           | 8:0 (1:0) | Lesoto | Estadio Wolfson, Port Elizabeth, Sudáfrica |               |
|                        | - Banda 30', 52', 70' - Chilufya 57' - Mulenga 65' - Chanda 66', 76' - Lungu 84' | Reporte   |        | Árbitra: [[]]                              | Árbitra: [[]] |

| 7 de noviembre de 2020 | Malaui                                                                                           | 9:0 (6:0) | Lesoto | Estadio Wolfson, Port Elizabeth, Sudáfrica |               |
|                        | - Kapanda 3' - Th. Chawinga 5', 23', 45' (pen.), 45+3' - Te. Chawinga 12' - Madise 57', 58', 75' | Reporte   |        | Árbitra: [[]]                              | Árbitra: [[]] |

| 9 de noviembre de 2020 | Zambia | 0:1 (0:1) | Malaui         | Estadio Wolfson, Port Elizabeth, Sudáfrica |               |
|                        |        | Reporte   | - 31' Chawinga | Árbitra: [[]]                              | Árbitra: [[]] |

### Grupo C
| Equipo   | PJ | PG | PE | PP | GF | GC | Dif. | Pts. |
| -------- | -- | -- | -- | -- | -- | -- | ---- | ---- |
| Botsuana | 2  | 2  | 0  | 0  | 2  | 0  | +2   | 6    |
| Tanzania | 2  | 1  | 0  | 1  | 1  | 1  | 0    | 3    |
| Zimbabue | 2  | 0  | 0  | 2  | 0  | 2  | -2   | 0    |

| 4 de noviembre de 2020 | Zimbabue | 0:1 (0:0) | Tanzania         | Estadio Wolfson, Port Elizabeth, Sudáfrica |               |
|                        |          | Reporte   | - 60' Shekigenda | Árbitra: [[]]                              | Árbitra: [[]] |

| 7 de noviembre de 2020 | Botsuana      | 1:0 (0:0) | Tanzania | Estadio Wolfson, Port Elizabeth, Sudáfrica |               |
|                        | - Mokgabo 48' | Reporte   |          | Árbitra: [[]]                              | Árbitra: [[]] |

| 9 de noviembre de 2020 | Zimbabue | 0:1 (0:0) | Botsuana               | Estadio Gelvandale, Port Elizabeth, Sudáfrica |               |
|                        |          | Reporte   | - 73' Tebogo tholekele | Árbitra: [[]]                                 | Árbitra: [[]] |

## Fase final
|  | Semifinales | Semifinales | Semifinales |           |          | Final    | Final | Final |  |
|  |             |             |             |           |          |          |       |       |  |
|  |             |             |             |           |          |          |       |       |  |
|  | Botsuana    | Botsuana    | 2           |           |          |          |       |       |  |
|  | Botsuana    | Botsuana    | 2           |           |          |          |       |       |  |
|  | Zambia      | Zambia      | 1           |           |          |          |       |       |  |
|  | Zambia      | Zambia      | 1           |           | Botsuana | Botsuana | 1     |       |  |
|  |             |             |             |           | Botsuana | Botsuana | 1     |       |  |
|  |             |             | Sudáfrica   | Sudáfrica | 2        |          |       |       |  |
|  | Sudáfrica   | Sudáfrica   | Sudáfrica   | Sudáfrica | 2        | 6        |       |       |  |
|  | Sudáfrica   | Sudáfrica   |             |           |          | 6        |       |       |  |
|  | Malaui      | Malaui      | 2           |           |          |          |       |       |  |
|  | Malaui      | Malaui      | 2           |           |          |          |       |       |  |
|  |             |             |             |           |          |          |       |       |  |

### Semifinales
| 12 de noviembre de 2020 | Botsuana                              | 2:1 (2:1) | Zambia        | Estadio Wolfson, Port Elizabeth, Sudáfrica |               |
|                         | - Gaofetoge 8' - Tebogo tholekele 39' | Reporte   | - 45+5' Lungu | Árbitra: [[]]                              | Árbitra: [[]] |

| 12 de noviembre de 2020 | Sudáfrica                                              | 6:2 (0:0) | Malaui                                | Estadio Wolfson, Port Elizabeth, Sudáfrica |               |
|                         | - Kgoale 51', 64' - Magaia 62', 69', 76' - Holweni 74' | Reporte   | - 53' Te. Chawinga - 79' Th. Chawinga | Árbitra: [[]]                              | Árbitra: [[]] |

### Final
| 14 de noviembre de 2020 | Botsuana      | 1:2 (0:1) | Sudáfrica                  | Estadio Wolfson, Port Elizabeth, Sudáfrica |               |
|                         | - Mokgabo 85' | Reporte   | - 2' Holweni - 66' Salgado | Árbitra: [[]]                              | Árbitra: [[]] |

|                              |
| Bandera de Sudáfrica         |
| Campeón Sudáfrica 7.º título |

## Goleadoras
Fuente: Cosafa.com
| Jugadora                | Selección   | Goles |
| ----------------------- | ----------- | ----- |
| Sibulele Holweni        | Sudáfrica   | 8     |
| Tabitha Chawinga        | Malaui      | 7     |
| Nomvula Kgoale          | Sudáfrica   | 4     |
| Hilda Magaia            | Sudáfrica   | 4     |
| Barbra Banda            | Zambia      | 3     |
| Temwa Chawinga          | Malaui      | 3     |
| Cristina Makua          | Angola      | 3     |
| Tenanile Ngcamphalala   | Suazilandia | 3     |
| Gabriela Salgado        | Sudáfrica   | 3     |
| Grace Chanda            | Zambia      | 2     |
| Phumzile Dlamini        | Suazilandia | 2     |
| Ireen Lungu             | Zambia      | 2     |
| Thanda Mokgabo          | Botsuana    | 2     |
| Tebogo Tholekele        | Botsuana    | 2     |
| Ana Afonso              | Angola      | 1     |
| Beatriz Augusto         | Angola      | 1     |
| Prisca Chilufya         | Zambia      | 1     |
| Karabo Dlamini          | Sudáfrica   | 1     |
| Lone Gaofetoge          | Botsuana    | 1     |
| Anllaouia Hadhirami Ali | Comoras     | 1     |
| Zaharouna Haoudadji     | Comoras     | 1     |
| Abdourahmane Hairyat    | Comoras     | 1     |
| Zainabu Kapanda         | Malaui      | 1     |
| Lonathemba Mhlongo      | Sudáfrica   | 1     |
| Nonhlanhla Mthandi      | Sudáfrica   | 1     |
| Maylan Mulenga          | Zambia      | 1     |
| Celiwe Nkambule         | Suazilandia | 1     |
| Mokgale Nonjabuliso     | Suazilandia | 1     |
| Kadosho Shekigenda      | Tanzania    | 1     |
| Asimenye Simwaka        | Malaui      | 1     |